# Dominique Béchard
Dominique Béchard (ur. 21 października 1963) – maurytyjski lekkoatleta, olimpijczyk.

## Kariera
Wystąpił na Letnich Igrzyskach Olimpijskich 1984 w dwóch konkurencjach – rzucie dyskiem i rzucie młotem. W rywalizacji dyskoboli uplasował się na 18. miejscu (41,10 m), osiągając najgorszy wynik wśród zawodników sklasyfikowanych. Podczas rzutu młotem nie zaliczył żadnej mierzonej próby i został niesklasyfikowany.
Béchard zdobył 3 złote medale podczas Igrzysk Wysp Oceanu Indyjskiego 1985, zwyciężając w pchnięciu kulą (13,36 m), rzucie dyskiem (44,86 m) i rzucie młotem (47,72 m). Osiągnął przynajmniej dwanaście tytułów mistrza kraju. Zdobył złote medale w pchnięciu kulą (1984, 1985), rzucie dyskiem (1983, 1984, 1985, 1987, 1990) i rzucie młotem (1982, 1983, 1984, 1985, 1987).
Rekordy życiowe: rzut dyskiem – 46,56 (1985); rzut młotem – 48,80 (1990).